# Feuer-Hase
Der Feuer-Hase (Dingmao, chinesisch 丁卯, Pinyin dīngmǎo) ist das 4. Jahr des chinesischen Kalenders (siehe Tabelle 天支 60-Jahre-Zyklus). Es ist ein Begriff aus dem Bereich der chinesischen Astrologie und bezeichnet diejenigen Mondjahre, die durch eine Verbindung des vierten Himmelsstammes (丁,  dīng, Element Feuer und Yīn) mit dem vierten Erdzweig (卯,  mǎo), symbolisiert durch den Hasen (兔,  tù), charakterisiert sind.
Nach dem chinesischen Kalender tritt eine solche Verbindung alle 60 Jahre ein. Das letzte Feuer-Hase-Jahr begann 1987 und dauerte wegen der Abweichung des chinesischen vom gregorianischen Kalenderjahr vom 29. Januar 1987 bis 16. Februar 1988.

## Feuer-Hase-Jahr
Im chinesischen Kalenderzyklus ist das Jahr des Feuer-Hasen 丁卯dīngmǎo das 4. Jahr (am Beginn des Jahres: Feuer-Tiger 丙寅 bǐngyín 3).
| Liste der Feuer-Hase-Jahre des 60-Jahres-Zyklus (Ende des Zyklus – bei Zählung vom 1. Regierungsjahr Huángdì) (Beginn des Zyklus – bei Zählung vom 61. Regierungsjahr Huángdì)            |              |              |              |              |              |              |              |              |              |              |
| Zykl. | 0            | 1            | 2            | 3            | 4            | 5            | 6            | 7            | 8            | 9            |
| 0 | 2694 v. Chr. | 2634 v. Chr. | 2574 v. Chr. | 2514 v. Chr. | 2454 v. Chr. | 2394 v. Chr. | 2334 v. Chr. | 2274 v. Chr. | 2214 v. Chr. | 2154 v. Chr. |
| 10 | 2094 v. Chr. | 2034 v. Chr. | 1974 v. Chr. | 1914 v. Chr. | 1854 v. Chr. | 1794 v. Chr. | 1734 v. Chr. | 1674 v. Chr. | 1614 v. Chr. | 1554 v. Chr. |
| 20 | 1494 v. Chr. | 1434 v. Chr. | 1374 v. Chr. | 1314 v. Chr. | 1254 v. Chr. | 1194 v. Chr. | 1134 v. Chr. | 1074 v. Chr. | 1014 v. Chr. | 954 v. Chr.  |
| 30 | 894 v. Chr.  | 834 v. Chr.  | 774 v. Chr.  | 714 v. Chr.  | 654 v. Chr.  | 594 v. Chr.  | 534 v. Chr.  | 474 v. Chr.  | 414 v. Chr.  | 354 v. Chr.  |
| 40 | 294 v. Chr.  | 234 v. Chr.  | 174 v. Chr.  | 114 v. Chr.  | 54 v. Chr.   | 7            | 67           | 127          | 187          | 247          |
| 50 | 307          | 367          | 427          | 487          | 547          | 607          | 667          | 727          | 787          | 847          |
| 60 | 907          | 967          | 1027         | 1087         | 1147         | 1207         | 1267         | 1327         | 1387         | 1447         |
| 70 | 1507         | 1567         | 1627         | 1687         | 1747         | 1807         | 1867         | 1927         | 1987         | 2047         |
| 80 | 2107         | 2167         | 2227         | 2287         | 2347         | 2407         | 2467         | 2527         | 2587         | 2647         |
| Hinweis: Die laufende Nr. des Zyklus ergibt sich aus der Zeilen-Nr. addiert mit der Spalten-Nr. Beispiel: Das Feuer-Hase-Jahr des 35. Zyklus (Zeile 30 + Spalte 5) entspricht 594 v. Chr. |              |              |              |              |              |              |              |              |              |              |